# Kim Jun-han
Kim Jun-han (en hangul, 김준한; RR, Gim Junhan), es un actor, director de cine y guionista surcoreano.

## Biografía
Estudió en el "Woosong Information College".

## Carrera
Es miembro de la agencia "CL&Company Entertainment".
En 2017 apareció como invitado en varios episodios de la serie Prison Playbook donde dio vida a Song Ji-won, el novio del recluso Yoo Han-yang.
En julio de 2018 se unió al elenco principal de la serie Time donde interpretó a Shin Min-seok, el abogado del Equipo Legal de "W Group" y el exnovio de Seol Ji-hyu (Seohyun).
En noviembre del mismo año se unió al elenco principal de la quinta temporada de la serie God's Quiz donde dio vida al ambicioso Kwak Hyun-min, el nuevo jefe del equipo de investigación de análisis de causas de muerte, un hombre que esconde un secreto, hasta el final de la serie el del 2019.
El 22 de mayo de 2019 se unió al elenco principal de la serie One Spring Night (también conocida como "Spring Night") donde interpretó a Kwon Ki-seok, hasta el final de la serie el 11 de julio del mismo año.
En octubre de 2021 se confirmó que se había unido al elenco de la serie Anna, donde da vida a Ji-hoon, el esposo de Yoo-mi, un hombre ambicioso que dirige el negocio que creó muy joven.

## Filmografía

### Series de televisión
| Año     | Título                 | Personaje        | Notas              | Ref.          |
| ------- | ---------------------- | ---------------- | ------------------ | ------------- |
| 2017    | Prison Playbook        | Song Ji-won      | 9 episodios        |               |
| 2018    | Time                   | Shin Min-seok    | 32 episodios       |               |
| 2018-19 | God's Quiz             | Kwak Hyun-min    | 16 episodios       |               |
| 2019    | Una noche de primavera | Kwon Ki-seok     | 32 episodios       |               |
| 2020    | Hospital Playlist      | Dr. Ahn Chi-hong |                    | [ 8 ]         |
| 2022    | When the Day Breaks    | Heo Kyung-pil    |                    |               |
| 2022    | Anna                   | Choi Ji-hoon     |                    | [ 9 ]         |
| 2024    | Good Partner           | Jung Woo-jin     | 16 episodios       | [ 10 ] [ 11 ] |
| 2025    | Newtopia               | Aaron Park       | Serie web          | [ 12 ]        |
| 2025    | Manual para residentes | Dr. Ahn Chi-hong | Aparición especial | [ 13 ]        |

### Películas
| Año  | Título                    | Personaje          | Notas                                                                                       | Ref.          |
| ---- | ------------------------- | ------------------ | ------------------------------------------------------------------------------------------- | ------------- |
| 2014 | Navigation                | "Hombre Final"     | junto a Hwang Bo-ra, Go Joon y Tak Teu-in                                                   |               |
| 2015 | Cocoon                    | -                  | Corto animado                                                                               |               |
| 2016 | Meeting: Coffee Shop Chat | Joon-han           |                                                                                             |               |
| 2017 | Confidential Assignment   | Agente de NIS      | junto a Hyun Bin, Yoo Hae-jin, Kim Joo-hyuk, Jang Young-nam y Im Yoon-ah                    |               |
| 2017 | Anarchist from Colony     | Datemas Kaisei     | junto a Lee Je-hoon, Choi Hee-seo, Kwon Yul, Min Jin-woong y Wi Ha-joon                     |               |
| 2017 | The Battleship Island     | Soldado japonés    | junto a Hwang Jung-min, So Ji-sub, Song Joong-ki, y Kim Won-hae                             |               |
| 2018 | Herstory                  | Lee Sang-il        | junto a Kim Hae-sook, Kim Hee-ae, Ye Soo-jung, Moon Sook, Lee Yong-nyeo y Kim Sun-young     |               |
| 2018 | Sunset in my hometown     | Won-joon           | junto a Park Jung min, Kim Go-eun, Jang Hang-sun, Jung Kyu-soo y Shin Hyun-bin              |               |
| 2018 | The Drug King             | -                  | junto a Song Kang-ho, Jo Jung-suk y Bae Doona                                               |               |
| 2019 | The King's Letters        | Príncipe Moon Jong | junto a Song Kang-ho, Park Hae-il, Jeon Mi-seon, Choi Deok-moon y Yoon Jung-il              |               |
| 2020 | Nido de víboras           | Jae-hoon           | junto a Jeon Do-yeon, Jung Woo-sung, Youn Yuh-jung, Bae Seong-woo, Jung Man-sik y Jin Kyung | [ 14 ] [ 15 ] |
| 2022 | A Man of Reason           | Seong-joon         | junto a Jung Woo-sung, Kim Nam-gil, Park Sung-woong y Park Yoo-na                           | [ 16 ] [ 17 ] |
| 2024 | Troll Factory             | Nam Ki-hong        | junto a Son Seok-koo, Kim Sung-cheol, Kim Dong-hwi y Hong Kyung                             | [ 18 ] [ 19 ] |
| 2024 | Revolver                  | Shin Dong-ho       | junto a Jeon Do-yeon, Ji Chang-wook y Lim Ji-yeon                                           | [ 20 ] [ 21 ] |
| 2024 | Misiones cruzadas         |                    | aparición especial, junto a Hwang Jung-min, Yum Jung-ah, Jeon Hye-jin y Jung Man-sik        | [ 22 ]        |

### Director
| Año  | Título | Notas   |
| ---- | ------ | ------- |
| 2015 | Frog   | (corto) |

### Guionista
| Año  | Título                    | Notas |
| ---- | ------------------------- | ----- |
| 2016 | Meeting: Coffee Shop Chat |       |

## Premios y nominaciones
| Año  | Premio                                 | Categoría                                                    | Trabajo                | Resultado | Ref.          |
| ---- | -------------------------------------- | ------------------------------------------------------------ | ---------------------- | --------- | ------------- |
| 2016 | 16th Jeonbuk Independent Film Festival | Mejor actor                                                  | Greet                  | Ganador   |               |
| 2017 | 26th Buil Film Award                   | Mejor actor revelación                                       | Anarchist from Colony  | Nominado  |               |
| 2017 | 38th Blue Dragon Film Award            | Mejor actor revelación                                       | Anarchist from Colony  | Nominado  |               |
| 2017 | 54th Grand Bell Award                  | Mejor actor revelación                                       | Anarchist from Colony  | Nominado  | [ 23 ]        |
| 2017 | 1st The Seoul Award                    | Mejor actor revelación (cine)                                | Anarchist from Colony  | Nominado  | [ 24 ]        |
| 2018 | 54th Baeksang Arts Award               | Mejor actor revelación (cine)                                | Anarchist from Colony  | Nominado  |               |
| 2018 | 23rd Chunsa Film Art Award             | Mejor actor revelación                                       | Anarchist from Colony  | Nominado  |               |
| 2018 | 27th Buil Film Award                   | Mejor actor revelación                                       | Herstory               | Nominado  | [ 25 ]        |
| 2018 | Premios MBC Drama                      | Premio a la excelencia, actor en serie de miércoles y jueves | Time                   | Nominado  |               |
| 2019 | Premios MBC Drama                      | Premio a la excelencia, actor en serie de miércoles y jueves | Una noche de primavera | Nominado  | [ 26 ]        |
| 2023 | 59.os Premios Baeksang Arts            | Mejor actor de reparto (televisión)                          | Anna                   | Nominado  |               |
| 2025 | 61.os Premios Baeksang Arts            | Mejor actor de reparto (televisión)                          | Good Partner           | Pendiente | [ 27 ] [ 28 ] |